# Nướng hun khói

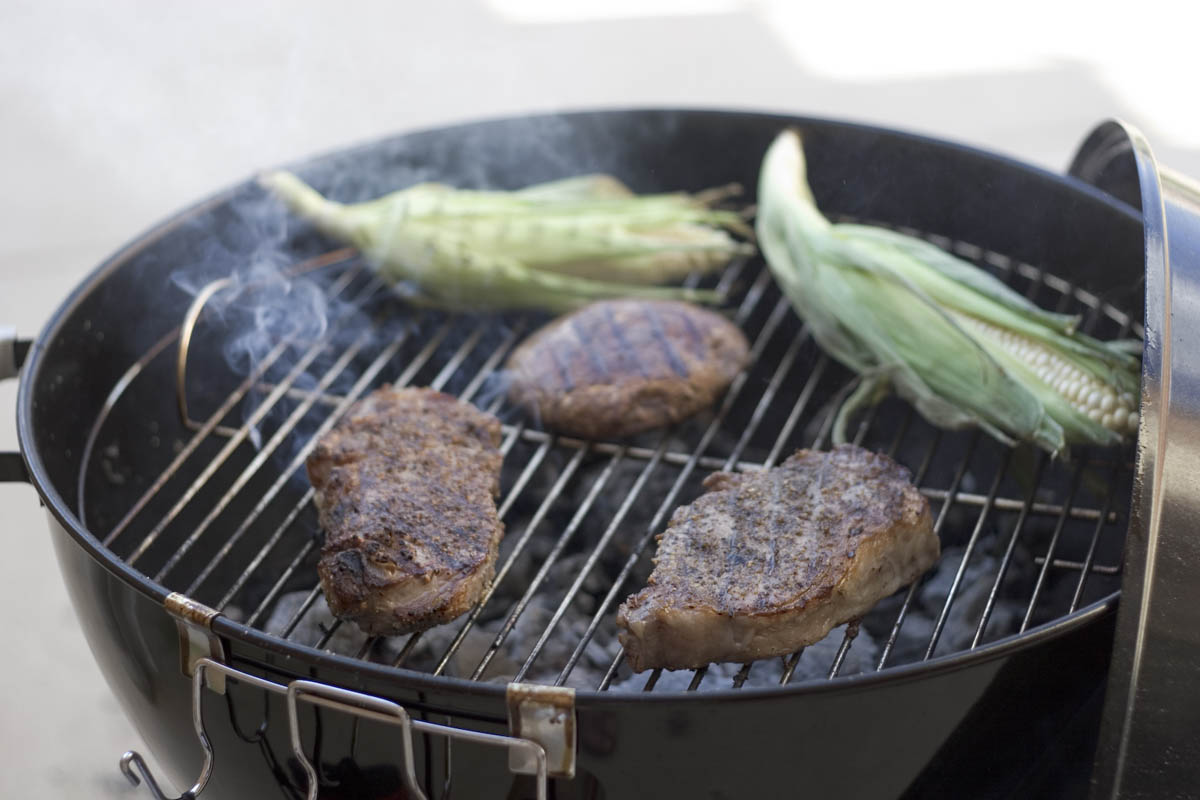
Đồ ăn nướng trên than gỗ

Nướng hun khói, tiếng Anh còn gọi là Barbecue (BBQ), là một hình thức làm chín đồ ăn bằng cách chế biến trực tiếp trên lửa. Dạng nấu nướng này thường được sử dụng khi đi dã ngoại, tụ tập bạn bè.
Nguyên liệu nướng rất đơn giản, dễ tìm kiếm quanh ta như củi (hoặc than thì dễ nấu hơn, tốt hơn hết là bạn nên lấy thêm củi mồi, vì nướng thường mất thời gian nhất ở giai đoạn mồi lửa), vài viên gạch (kê lên cho thức ăn cần nướng cách xa mặt lửa một chút), 1 vỉ nướng hoặc vài cây que kẽm để xiên thức ăn cần nướng. Những món ăn làm chín bằng phương pháp nướng có mùi vị đặc trưng riêng, đặc biệt khi nướng cũng làm ấm khoảng không xung quanh. Những vùng lạnh tại Việt Nam như Đà Lạt hoặc những cao nguyên có thời tiết lạnh tương tự rất chuộng phương pháp làm chín thức ăn này.